# Austrophlebia
Austrophlebia is een geslacht van libellen (Odonata) uit de familie van de glazenmakers (Aeshnidae).

## Soorten
Austrophlebia omvat 2 soorten:
- Austrophlebia costalis (Tillyard, 1907)
- Austrophlebia subcostalis Theischinger, 1996